# 水曜集會
水曜集會是要求解决日军慰安妇问题的集会，正式名称为‘要求解决日本军“慰安妇”问题的定期水曜示威’，每周三在日本驻韩国大使馆前举行。韩国挺身队问题对策协议会（挺队协）推算每年参加集会的人数为5万多名。1992年1月开始举行以来，举行第500次集会的2002年3月，作为以单一主题举行的集会更新了世界最长期间举行的集会记录，而且每周在更新。

## 历史
1992年1月8日，在日本首相宫泽喜一访问韩国前开始举行，之后发展为定期示威。水曜示威是由挺队协主办，女性团体、市民社会团体、学生、草根组织、和平组织、宗教集团等市民准备并举行示威，包括来自日本的和平活动家等多数外国人。
1. 承认日本军‘慰安妇’罪行
2. 澄清‘慰安妇’真相
3. 日本国会的赔罪
4. 法律赔偿
5. 记录于历史教科书
6. 建立慰灵塔和史料馆
7. 处罚负责人

示威活动在除公休日以外时，在日本驻韩国大使馆举行。1995年日本神户大地震和2011年东日本大地震时，改为安慰地震受害者。截至2016年2月15日的调查结果，登记在韩国政府的日軍慰安妇受害者238名中193名已死亡，45名在生存，日本政府没有给有关水曜示威或挺队协的要求的官方回答。2011年12月14日，6•15共同宣言实践南侧委员会女性本部发表了内容为“为解决日本军‘慰安妇‘问题，南北女性在齐心协力“的《南北女性共同决议书》，说“日本军’慰安妇‘问题已通过世界联合组织定为反人道罪，通过有关日本军’慰安妇‘犯罪行为的证言及讨论后要求日本为其反人伦的罪恶及对我国民族的敌对行为必须赔礼道歉并赔偿，为此斗争过程中将与世界联合组织等国际机构及其它海外团队联合。6•15共同宣言实践南侧委员会女性们又说，为阻止战争、保持和平、履行6•15共同宣言级10•4宣言而努力。”

## 第1000次水曜示威
2011年12月14日，举行了第1000次水曜示威。在本次示威中有吉元玉、金福同、朴玉善、金顺玉、姜日出奶奶等日本军‘慰安妇’受害者5名挺队协会人员及300多名市民参加。还有前任国务总理韩明淑、大国家党前任代表郑梦准、大国家党国会议员柳政铉、金成会、民主党最高委员郑东泳、民主党政策委议长朴英善、民主党前院内代表元惠荣、民主党国会议员崔荣喜、李美卿、全贤姬、民主党前任国会议员郑凤柱、统合进步党共同代表李正熙、统一问题研究所所长白基琓、演员金丽珍等参加。演员权海骁担任主持。有日本政府的反驳，但仍进行了形象化日本军‘慰安妇’少女的‘和平杯’揭幕式。纪念第1000次水曜示威，在韩国的9个地区30个城市、世界8个国家42个城市等的地联合行动继续不断。

## 法国水曜行为
2013年9月17日（當地時間），在法國大赦辦公室有挺隊協有關人員和法國女性集體代表相會議論聯合方案。法國女性集體決定共同宣言，並答應為採納上•下員決議而說服議員及政府。 2013年9月18日，在法國巴黎舉行了為解決日本軍‘慰安婦’問題的第一次水曜示威。日本軍‘慰安婦’受害者金福同和挺隊協有關人員催促日本政府的賠罪及國際聯合行為。該示威有法國女性集體有關人員、僑民、留學生等100多名參加。接著金福同的證言，由法國女性集體代表、旅行中的韓國女性、留學生等多人支持表態發言。水曜示威在1992年以來在日本、美國、中華民國、菲律賓、印度尼西亞等國家舉行，但在法國是第一次舉行的。挺隊協有關人士稱“法國擁有自由及鬥爭的歷史卻在法國的活動不明顯，舉行第一次水曜示威非常振奮人心。我相信該示威會成為在歐洲擴散為解決'慰安婦'問題的輿論“。